# Cantone di Bourg-Saint-Andéol
Il Cantone di Bourg-Saint-Andéol è un cantone della Francia dell'arrondissement di Privas.
A seguito della riforma approvata con decreto del 13 febbraio 2014, che ha avuto attuazione dopo le elezioni dipartimentali del 2015, non ha subìto modifiche.

## Composizione
Comprende i 9 comuni di:
- Bidon
- Bourg-Saint-Andéol
- Gras
- Larnas
- Saint-Just-d'Ardèche
- Saint-Marcel-d'Ardèche
- Saint-Martin-d'Ardèche
- Saint-Montan
- Saint-Remèze